# 横山修二
横山 修二（よこやま しゅうじ、1925年（大正14年）11月23日 - 2018年（平成30年）5月6日）は、日本の実業家、馬主。株式会社大京創業者であり、同社初代社長・会長を務めた。東京都出身。

## 来歴・人物
東京都生まれ。麹町小学校 - 芝浦高等工学校卒業。戦後はシベリアに抑留されるが、1949年（昭和24年）にようやく帰国。
田辺工機で勤務などを経て、1960年（昭和35年）に大京商事、1964年（昭和39年）には大京観光を相次いで創業し、同社社長に就任した。
ライオンズマンションの名称で高層住宅の建設及び分譲により業績を伸ばした。
1997年（平成9年）には同社会長に就任し、その他、社団法人住宅産業開発協会（現・社団法人日本住宅建設産業協会）会長や第6代日本体操協会会長などを歴任した。
2018年5月6日、肺炎のため死去。92歳没。叙従四位。

## 略年表
- 1925年（大正14年）東京都生まれ。麹町小学校・芝浦高等工学校卒業。戦後、シベリア抑留を経て、1949年（昭和24年）に帰国。
- 1960年（昭和35年）- 株式会社大京商事設立。
- 1964年（昭和39年）- 東京都文京区に大京観光株式会社設立、代表取締役社長就任。レジャー用地分譲などを開始。
- 1982年（昭和57年）- 東京証券取引所市場第二部に株式上場。
- 1984年（昭和59年）- 同第一部銘柄に指定。
- 1986年（昭和61年）- 大阪証券取引所市場第一部に株式上場。
- 1987年（昭和62年）- 株式会社大京に商号を変更。
- 1997年（平成9年）- 代表取締役会長に就任。
- 2018年（平成30年）- 死去。

## 馬主活動と所有馬

横山の勝負服

日本中央競馬会（JRA）に登録した馬主としても知られた。勝負服の柄は水色、桃玉霰、紫袖、冠名には「クリール」を用いた。 

### 主な所有馬
- クリールサイクロン（1997年新潟3歳ステークス、1998年スプリングステークス）
- クリールパッション（2010年エルムステークス、2011年名古屋大賞典3着）
- クリールカイザー（2014年アルゼンチン共和国杯2着、オールカマー3着、ステイヤーズステークス3着、2015年アメリカジョッキークラブカップ）

## 関連人物
大京時代の部下。
- 安倍徹夫 - 扶桑レクセル元社長。「営業の鬼軍曹」と言われた。
- 笹原隆志 - 大京大阪支店営業第二部部長、扶桑レクセル専務、青山メインランド専務。
- 下津寛徳 - ダイア建設創業者。
- 原田利勝 - 明和地所創業者。
- 神山和郎 - 日神不動産創業者。
- 山岸忍 - プレサンスコーポレーション創業者。
- 荒牧杉夫 - 日本エスリード創業者。
- 房園博行 - アーバンコーポレイション創業者。
- 西丸誠 - 日本綜合地所創業者。
- 松谷昌樹 - ランド創業者。